# Go Chuck Yourself
Go Chuck Yourself – koncertowy album kanadyjskiej, punk-rockowej grupy Sum 41. Nagrywany w London (Ontario, Kanada) w kwietniu 2005.

## Spis utworów
1. The Hell Song
2. My Direction
3. Over My Head (Better Off Dead)
4. A.N.I.C.
5. Never Wake Up
6. We're All to Blame
7. There's No Solution
8. No Brains
9. Some Say
10. Machine Gun
11. Welcome to Hell
12. Makes No Difference
13. Pieces
14. Motivation
15. Still Waiting
16. 88
17. No Reason
18. I Have a Question
19. Moron
20. Fat Lip
21. Pain for Pleasure